# Alloharpina conjungens
Alloharpina conjungens är en fjärilsart som beskrevs av Alphéraky 1892. Alloharpina conjungens ingår i släktet Alloharpina och familjen mätare. Inga underarter finns listade i Catalogue of Life.